# Bombe à neutrons
Pour les articles homonymes, voir Bombe.
La bombe à neutrons, également appelée bombe N ou bombe à rayonnement renforcé, est une arme nucléaire de puissance explosive réduite, soit une arme nucléaire tactique, conçue pour libérer une grande partie de son énergie sous forme d’émissions neutroniques. Le rayonnement neutronique de ce type d'arme thermonucléaire inflige des dégâts aux tissus organiques et aux composants électroniques, tout en n’ayant que des retombées radioactives minimes. De par une portée de souffle plus faible que celle des bombes à fission classiques, les bombes à neutrons ont l’avantage d’avoir un effet moins dévastateur sur les infrastructures.

## Historique
L’invention de la bombe à neutrons est généralement attribuée à Samuel T. Cohen, du Laboratoire national de Lawrence Livermore, qui développe ce concept en 1958.
Malgré la désapprobation du président John F. Kennedy, les essais sont autorisés, puis effectués en 1963 dans des installations souterraines du site d'essais du Nevada, à environ 110 km de Las Vegas,, en raison de la rupture par l'URSS du moratoire sur les essais nucléaires en 1961,.
Le développement de cette arme est arrêté sous la présidence de Jimmy Carter, puis relancé par Ronald Reagan en 1981.
Le démantèlement du stock américain commence sous l’administration Clinton en 1996, et s’achève sous l’administration Bush en 2003.
La France fait exploser sa première bombe à neutrons sur l’atoll de Moruroa le 21 juin 1980 et produit ce type d’armement au début des années 1980. Les vecteurs français supposés de ce type d’ogives sont alors les missiles Hadès
,,. Les stocks ont été détruits depuis.
Si le rapport Cox de 1999 indique que la Chine est en mesure de fabriquer des bombes à neutrons, apparemment aucun pays n'en possède en service.

## Aspect technique
La bombe à neutrons est un petit engin thermonucléaire fusion-fission à radiations augmentées de type Teller-Ulam, dans lequel le flux de neutrons émis par la réaction de fusion nucléaire est volontairement libéré, au lieu d’être absorbé. Les miroirs à rayons X et l’enveloppe de la bombe sont faits de nickel ou de chrome, de telle manière que les neutrons puissent s’échapper. La conception est donc différente de celle des bombes A et H et, a fortiori, de celle des bombes salées.
Le principal mécanisme provoquant les destructions est l’importante émission de neutrons. Contrairement à une idée répandue, la bombe à neutrons ne laisse pas forcément les infrastructures intactes, notamment les infrastructures civiles. En réalité, l’effet de l’émission de neutrons a un rayon d’action supérieur à celui de l’effet de souffle, contrairement à un engin thermonucléaire classique. L’essentiel des dégâts causés par une bombe N provenant de la radiation ionisante, et non de la chaleur ou du souffle, la puissance de la bombe exprimée en kilotonnes est donc peu représentative de son potentiel dévastateur. En effet, la puissance d’une bombe à neutrons avoisine généralement la kilotonne, soit approximativement 1/10 de la puissance de Little Boy, larguée sur Hiroshima le 6 août 1945, et 100 fois plus que la plus puissante bombe conventionnelle, ce qui reste considérable.
Une bombe à neutrons a besoin d’une quantité très importante de tritium, estimée de 10 à 30 grammes contre 4 grammes en moyenne dans une tête thermonucléaire ou dopée. Le tritium est un isotope radioactif de l’hydrogène ayant une demi-vie de 12,32 ans. Cela rend impossible le stockage de ces armes sur de longues durées. Les bombes à neutrons utilisées par l’armée américaine par le passé étaient des variantes des engins nucléaires tactiques de type W70 et W79.
L'arme à neutrons est nécessairement une arme à fusion pour les raisons principales suivantes : 
- lors de la fusion deutérium-tritium, l'énergie libérée est de 17,6 MeV avec émission de un neutron, soit 17,6 MeV par neutron. Lors de la fission, l'énergie libérée est de 179,0 MeV environ avec une émission de 2,47 neutrons dans le cas de l'uranium 235 ou de 186,4 MeV avec 2,91 neutrons dans le cas du plutonium 239, soit donc en moyenne environ 67,9 MeV par neutron (qui peut cependant être un peu abaissée dans le cas des armes à fission dopées). Ainsi, avant toute disposition pour renforcer le rayonnement de neutrons, pour une même énergie dissipée lors de l'explosion, le nombre de neutrons émis est environ 3,85 fois plus élevé dans le cas de l'arme à fusion que dans le cas de l'arme à fission ;
- le neutron de fusion a une énergie de 14,1 MeV (soit une vitesse de 51 400 km/s) alors que les neutrons de fission ont en moyenne une énergie de 2,0 MeV (19 500 km/s) ; le rayon d'action des neutrons de fusion est plus important.

## Effets

### Effets nucléaires classiques
La bombe N, malgré sa faible puissance, reste un engin nucléaire à fission-fusion et présente les effets habituels de ce type d’armes :
- le souffle et l’onde de choc associée ;
- un important dégagement de chaleur ;
- l’impulsion électromagnétique ;
- des retombées radioactives.

### Effets dus au flux de neutrons
Les effets de la bombe à neutrons résident dans le fait qu’un neutron rapide (d’une énergie de plus de 1 000 eV), est capable « d’ébranler » le noyau d’un atome. Le noyau, chargé positivement, se met à osciller dans un cortège électronique chargé négativement et va produire un effet d’ionisation au niveau de ce cortège, et ainsi provoquer « l’expulsion » d’un ou plusieurs électrons de leur(s) orbite(s). L’atome, ainsi devenu un cation, va déstabiliser la molécule où il se trouvait et provoquer sa rupture.
Par ailleurs, pour les électrons qui sont éjectés du cortège électronique, plus ils sont issus des couches profondes du cortège, plus leur départ provoque un réarrangement électronique important, et par la même occasion, une émission d’un ou plusieurs photons en rayons X. Cependant, lorsqu'un neutron entre en collision avec le noyau d'un atome, l’énergie libérée par le neutron au moment du choc est fonction du nombre de masse A du noyau cible, c'est-à-dire de la quantité de nucléons. En effet, plus le nombre de masse du noyau cible est petit, plus l’énergie cédée par le neutron est importante (principe de transmission d'énergie cinétique des objets de faibles inerties).
Dans le cas de la bombe N, les neutrons pourront donc traverser des blindages ou des murs, composés d’atomes avec un nombre de masse important, avec de faibles pertes d’énergie. Lorsque les neutrons rencontreront des molécules d'eau, composées d'atomes légers, le transfert d'énergie sera beaucoup plus important, causant ainsi beaucoup plus de dégâts. Les cibles qui souffriraient le plus de cet effet sont les organismes vivants dont chaque cellule est remplie d'eau (environ 70 % d'eau dans le corps humain). Ce transfert d'énergie avec l'eau est facilité par la présence dans celle-ci d'atomes légers tels que l'hydrogène, atome dont l'isotope stable n'est constitué que d'un proton.

## Utilisation

### Lutte anti-électronique

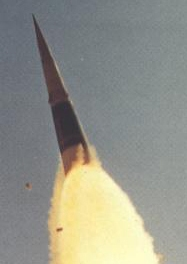
Un missile anti-missiles Sprint

Les bombes N pourraient être utilisées comme armes anti-missiles stratégiques, en exploitant les propriétés du flux de neutrons pour endommager les composants électroniques des têtes nucléaires, ou comme armes tactiques employées contre des blindés, en exploitant les effets délétères du flux de neutrons sur les tissus organiques. L’armée américaine n’a déployé ces engins que pendant une courte période précédant la signature du traité ABM, au sein de ses missiles anti-missiles Sprint, en 1975.

### Lutte anti-char
Les bombes à neutrons tactiques ont été conçues principalement pour tuer les soldats et personnels ennemis, dans un cadre de lutte anti-chars. Les blindés sont en effet relativement résistants à la chaleur et à l’effet de souffle produits par des armes nucléaires classiques, et des protections spéciales contre les armes NBC permettent de garder les systèmes protégés opérationnels, même dans les zones de retombées radioactives. En émettant de grandes quantités de radiations pénétrant facilement les blindages, la bombe N présente une efficacité améliorée contre les cibles blindées comparativement aux armes nucléaires classiques à fission.
Le flux de neutrons peut créer une importante radioactivité ayant une durée de vie brève dans l’environnement immédiat de l’explosion qui a été soumis à un flux neutronique intense. Les alliages utilisés dans les blindages peuvent développer des taux de radioactivité dangereux pendant 24 à 48 h. Si un char frappé à une distance de 690 m était immédiatement occupé par un nouvel équipage, celui-ci recevrait une dose de radiations létale en 24 h.
Un des principaux inconvénients de l'utilisation de la bombe à neutrons dans ce cadre est que seule une fraction des troupes irradiées est mise immédiatement hors de combat. Après de brèves périodes où ils seront atteints de nausées, les sujets ayant subi une exposition entre 5 et 50 Sv connaîtront un rétablissement temporaire d'une durée comprise entre quelques jours et quelques semaines (la « Walking Ghost Phase »), au terme duquel la mort survient de manière inéluctable.

### Lutte anti-personnel
Un des problèmes de la lutte anti-personnel liée à l’utilisation de radiations est que pour rendre rapidement la cible inopérante, il faut utiliser des quantités de radiations largement supérieures à la dose létale. Ainsi, une dose de 6 Gy est traditionnellement considérée comme létale, elle tuera au moins 50 % des humains y ayant été exposés, mais les premiers effets mettront plusieurs heures à se faire sentir. Les bombes à neutrons sont conçues pour délivrer des doses de l’ordre de 80 Gy, ce qui permet d’avoir un effet neutralisant immédiat, en provoquant un coma, suivi de la mort en quelques heures. Une bombe N d’1 kt peut délivrer cette dose à l’équipage d’un char de type T-72 à une distance de 690 m, alors qu’un engin nucléaire classique aura une portée efficace réduite à 360 m. Pour une dose de 6 Gy sur la même cible, les portées respectives seront de 1 100 m et 700 m. Pour administrer la même dose à des soldats non protégés par un blindage, les portées seront respectivement de 1 350 m et 1 900 m.
Le rayon d’action du flux de neutrons est alors supérieur à celui de l’effet de souffle et de l’effet thermique, et ce, même sur des cibles non protégées.
L’effet « propre » de la bombe à neutrons ne tuant que les soldats et laissant les infrastructures intactes, est également sujet à caution, étant donné que pour une bombe de 1 kt, à la portée efficace de 690 m, bien peu de structures civiles pourraient résister à l’effet de souffle. De plus, étant donné la faible portée efficace des radiations, il faudrait littéralement tapisser une zone de bombes pour stopper une attaque ennemie.

### Rumeurs d'utilisation pendant la guerre en Irak
À l’occasion du quatrième anniversaire de la deuxième Guerre du Golfe, la chaîne de télévision Al-Jazeera a programmé une longue émission commémorative au cours de laquelle l’ancien général de la Garde républicaine irakienne, Sayf ad-Din Rawi, fait mention du largage d’une bombe à neutrons par l'armée américaine sur l’aéroport international de Bagdad pendant l’invasion de l’Irak en avril 2003. Selon sa description, un matériel de nature inconnue avait en effet brûlé plusieurs soldats de la Garde républicaine, tout en laissant intactes les infrastructures environnantes.